# Áfonya (növénynemzetség)
Az áfonya (Vaccinium) a hangafélék (Ericaceae) családjába tartozó nemzetség. Savanyú talajt kedvelő, gyakran ízletes bogyójú cserjék és félcserjék tartoznak ide. A nemzetség kb. 450, az északi félgömb hűvösebb területein élő fajból áll, bár trópusi fajai akár Madagaszkáron vagy a Hawaii-szigeteken is megtalálhatók.
A nemzetség típusfaja a hamvas áfonya (Vaccinium uliginosum)

## Rendszertan
Az áfonyák rendszerezése bonyolult kérdés, amit máig nem sikerült kielégítően megoldani. A hagyományos rendszerezés monofiletikussága kérdéses. Az ázsiai fajok egy része közelebbi rokona az Agapetes nemzetségnek, mint a többi Vaccinium-fajnak. Egy másik csoportba tartozik az Orthaea és a Notopora nagy része, a Gaylussacia egy része („kék szeder”), és a Vaccinium néhány faja, köztük a Vaccinium crassifolium. A Vaccinium más részeiből további csoportok képezhetők, néha más növénynemzetségekkel együtt.

## Alnemzetségek

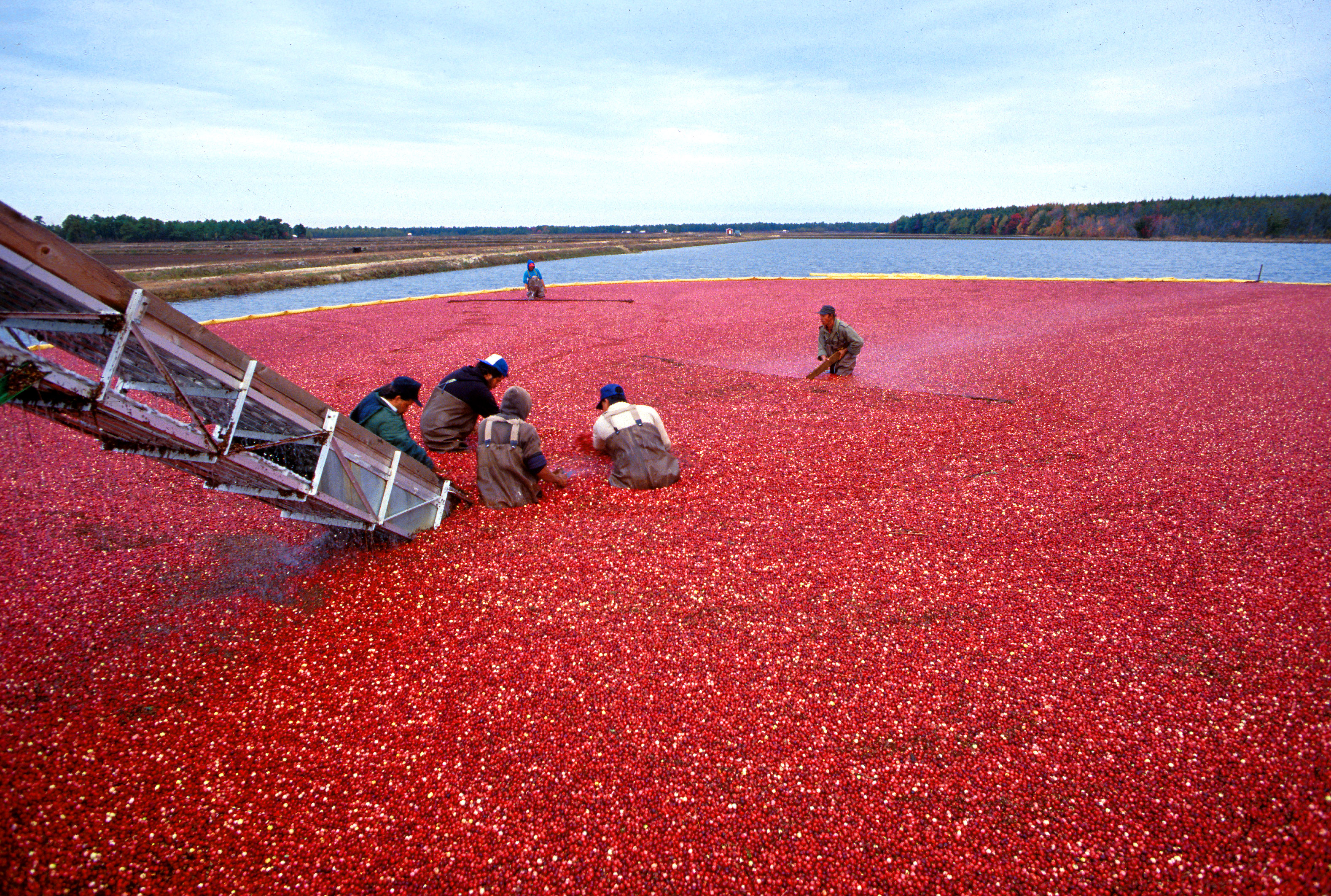
Az amerikai tőzegáfonya New Jersey fontos mezőgazdasági terméke

Az azonosíthatóság kedvéért az angol köznévi neveket is megadtuk.
A molekuláris genetikai vizsgálódásokat megelőzően a Vaccinium-ot alnemzetségekre, azon belül több fajcsoportra osztották:
Subgenus OxycoccusEgyes botanikusok az Oxycoccus-t külön nemzetségnek tekintik.
- Sect. Oxycoccus
  - amerikai tőzegáfonya (nagybogyós áfonya, Vaccinium macrocarpon, American Cranberry)
  - kis termésű áfonya (Vaccinium microcarpum, Small Cranberry)
  - tőzegáfonya (kukojsza áfonya, Vaccinium oxycoccus, Common Cranberry)
- Sect. Oxycoccoides
  - Vaccinium erythrocarpum (Southern Mountain Cranberry)

Subgenus Vaccinium
- Sect. Batodendron
  - fás áfonya (Vaccinium arboreum)
  - Vaccinium crassifolium (Creeping blueberry)
- Sect. Brachyceratium
  - Vaccinium dependens
- Sect. Bracteata
  - Vaccinium acrobracteatum
  - Vaccinium barandanum
  - Vaccinium bracteatum
  - Vaccinium coriaceum
  - Vaccinium cornigerum
  - Vaccinium cruentum
  - Vaccinium hooglandii
  - Vaccinium horizontale
  - Vaccinium laurifolium
  - Vaccinium lucidum
  - Vaccinium myrtoides
  - Vaccinium phillyreoides
  - Vaccinium reticulatovenosum
  - Vaccinium sparsum
  - Vaccinium varingifolium
- Sect. Ciliata
  - Vaccinium ciliatum
  - Vaccinium oldhamii
- Sect. Cinctosandra
  - Vaccinium exul
- Sect. Conchophyllum
  - Vaccinium corymbodendron
  - Vaccinium delavayi
  - Vaccinium emarginatum
  - Vaccinium griffithianum
  - Vaccinium meridionale
  - Vaccinium moupinense (Himalayan Blueberry)
  - Vaccinium neilgherrense
  - Vaccinium nummularia
  - Vaccinium retusum
- Sect. Cyanococcus
  - keskeny levelű áfonya (Vaccinium angustifolium, Lowbush Blueberry)
  - Vaccinium boreale (Northern Blueberry)
  - Vaccinium caesariense (New Jersey Blueberry)

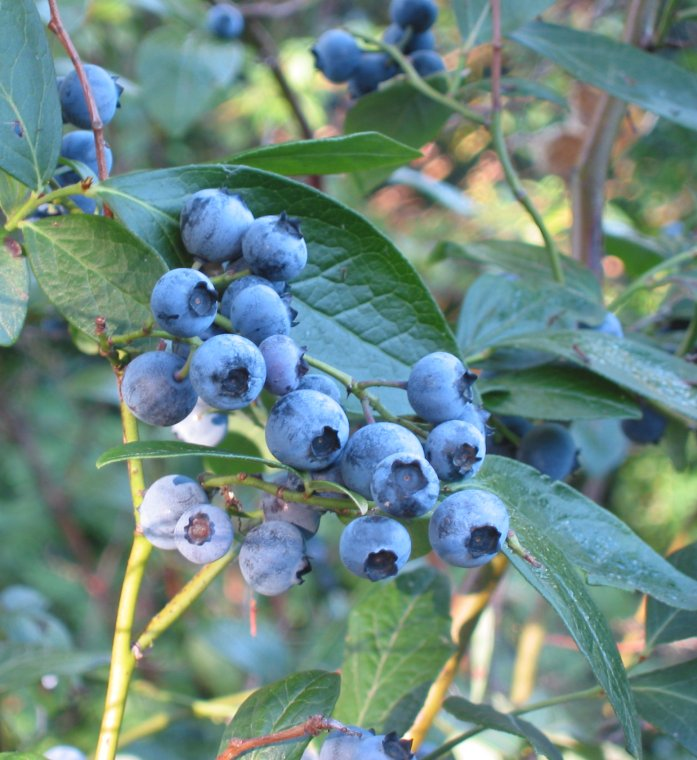
Vaccinium corymbosum érett kék fürtje

- - cserjés áfonya (fürtös áfonya, Vaccinium corymbosum) (Highbush Blueberry)
  - Vaccinium darrowii (Evergreen Blueberry)
  - Vaccinium elliottii (Elliott's Blueberry)
  - Vaccinium formosum
  - Vaccinium fuscatum (Black Highbush Blueberry; syn. V. atrococcum)
  - Vaccinium hirsutum
  - Vaccinium koreanum
  - Vaccinium myrsinites (Evergreen Blueberry)
  - Vaccinium myrtilloides (Canadian Blueberry)
  - Vaccinium pallidum (Dryland Blueberry)
  - Vaccinium simulatum
  - Vaccinium tenellum
  - Vaccinium virgatum (Rabbiteye Blueberry; syn. V. ashei)
- Sect. Eococcus
  - Vaccinium fragile
- Sect. Epigynium
  - Vaccinium vacciniaceum
- Sect. Galeopetalum
  - Vaccinium chunii
  - Vaccinium dunalianum
  - Vaccinium glaucoalbum
  - Vaccinium urceolatum
- Sect. Hemimyrtillus
  - kaukázusi áfonya (Vaccinium arctostaphylos)
  - Vaccinium cylindraceum
  - Vaccinium hirtum
  - Vaccinium padifolium
  - Vaccinium smallii
- Sect. Myrtillus
  - Vaccinium calycinum Sm. - Ōhelo kau laʻau (Hawaii)
  - Vaccinium cespitosum (Dwarf bilberry)
  - Vaccinium deliciosum (Cascade Bilberry)
  - Vaccinium dentatum Sm. - Ōhelo (Hawaii)
  - Vaccinium membranaceum
  - fekete áfonya Vaccinium myrtillus, Bilberry)
  - Vaccinium ovalifolium (Alaska Blueberry; syn. V. alaskaense)
  - kis levelű áfonya (Vaccinium parvifolium, Red Huckleberry)
  - Vaccinium praestans - Krasnika oroszul (oroszul: Красника)
  - láva áfonya Vaccinium reticulatum Sm. - Ōhelo (Hawaii)
  - Vaccinium scoparium (Grouse Whortleberry)
- Sect. Neurodesia
  - Vaccinium crenatum
- Sect. Oarianthe
  - Vaccinium ambyandrum
  - Vaccinium cyclopense
- Sect. Oreades
  - Vaccinium poasanum
- Sect. Pachyanthum
  - Vaccinium fissiflorum
- Sect. Polycodium
  - Vaccinium stamineum L. - Deerberry; syn. V. caesium (Észak-Amerika keleti része)
- Sect. Pyxothamnus
  - Vaccinium consanguineum
  - Vaccinium floribundum
  - kaliforniai áfonya (Vaccinium ovatum) Pursh - California Huckleberry (Észak-Amerika északnyugati része)
- Sect. Vaccinium
  - hamvas áfonya (mocsári áfonya, Vaccinium uliginosum) L. - Northern (or Bog) Bilberry; syn. V. occidentale (Észak-Amerika északi része és Eurázsia)
- Sect. Vitis-idaea
  - vörös áfonya (Vaccinium vitis-idaea) L. - Cowberry, Lingonberry (Észak-Amerika északi része és Eurázsia)